# Yumi Watanabe
Yumi Watanabe (født 2. juli 1970) er en tidligere japansk fodboldspiller. Hun har tidligere spillet for Japans kvindefodboldlandshold.

## Japans fodboldlandshold
| Japans landshold | Japans landshold | Japans landshold |
| År               | Kmp              | Mål              |
| ---------------- | ---------------- | ---------------- |
| 1988             | 2                | 0                |
| 1989             | 9                | 2                |
| 1990             | 6                | 0                |
| 1991             | 2                | 0                |
| Total            | 19               | 2                |